# Colonial Heights (Tennessee)
Colonial Heights é uma Região censo-designada localizada no estado norte-americano de Tennessee, no Condado de Sullivan.

## Demografia
Segundo o censo norte-americano de 2000, a sua população era de 7067 habitantes.

## Geografia
De acordo com o United States Census Bureau tem uma área de
17,4 km², dos quais 16,8 km² cobertos por terra e 0,6 km² cobertos por água.

## Localidades na vizinhança
O diagrama seguinte representa as localidades num raio de 12 km ao redor de Colonial Heights.